# Andrea Bunjes
Andrea Bunjes (ur. 5 lutego 1976 w Holtland) – niemiecka lekkoatletka, młociarka.
W 2011 ogłosiła zakończenie kariery.

## Osiągnięcia
- 11. miejsce podczas igrzysk olimpijskich (Ateny 2004)
- medalistka mistrzostw Niemiec

## Rekordy życiowe
- rzut młotem – 70,73 (2004)